# Paroedura ibityensis
Paroedura ibityensis, también conocido como gecko terrestre de estepa Malgache, es una especie de geco del género Paroedura, familia Gekkonidae, orden Squamata. Fue descrita científicamente por Rösler y Krüger en 1998.

## Descripción
Mide 7 centímetros de longitud. Se alimenta de insectos e invertebrados, frutas, polen y néctar de plantas.

## Distribución
Se distribuye por Madagascar.